# Altes Schulhaus (Frauenstein)

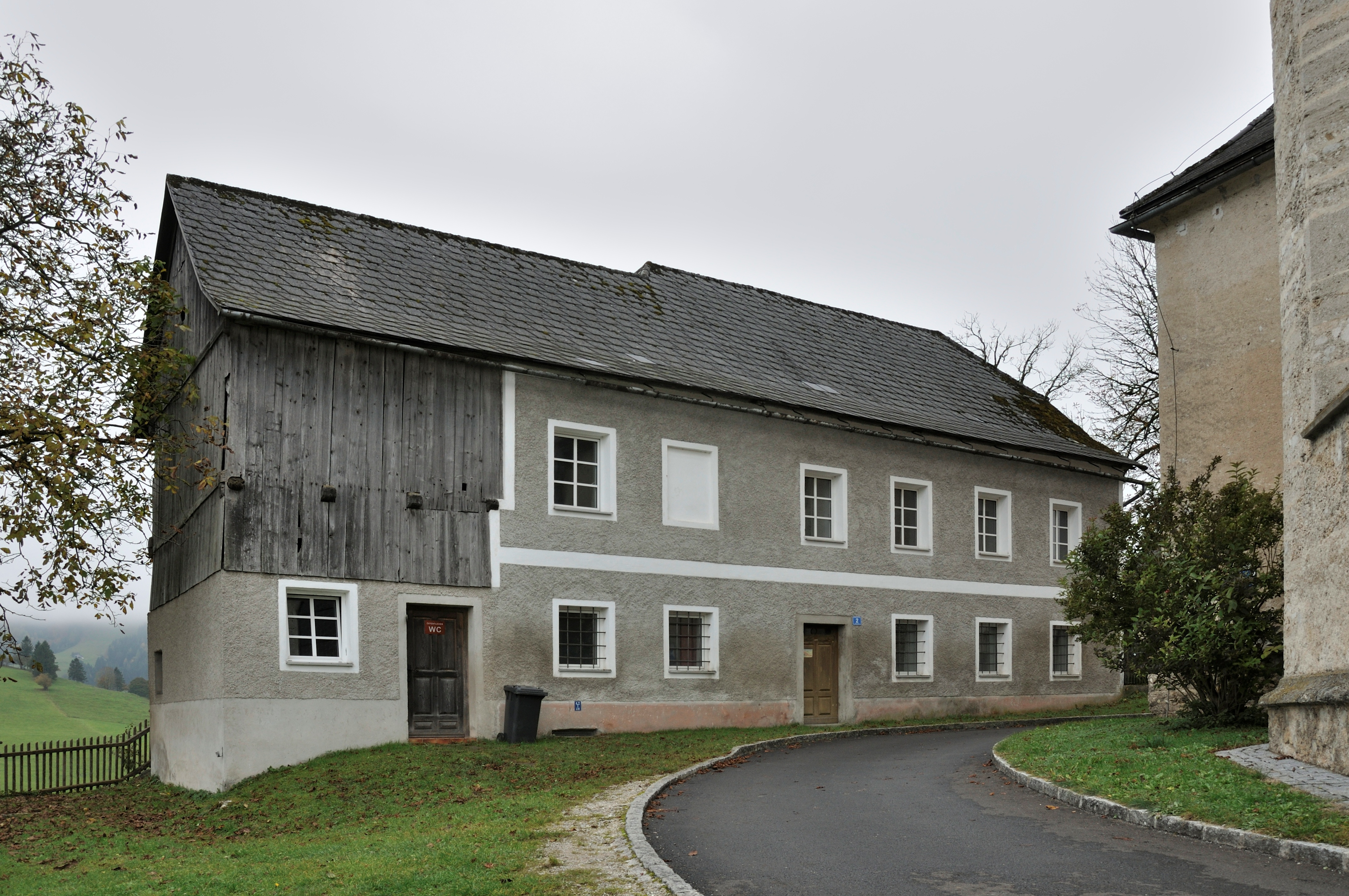
Altes Schulhaus in Frauenstein

Das Alte Schulhaus in der Ortschaft Frauenstein der Marktgemeinde Molln in Oberösterreich diente im 19. und 20. Jahrhundert als Schulgebäude. Das Gebäude in Frauenstein 2 steht unter Denkmalschutz (Listeneintrag).

## Geschichte
Der öffentliche Unterricht in Frauenstein dürfte unter Maurus Gordon, dem letzten Abt von Stift Garsten (1764–1786), begonnen worden sein. Danach trugen die umliegenden Sensenwerkinhaber zur Erhaltung des Unterrichts bei, der zuerst im Binderhäusl auf der Au (früher Ramsau Nr. 40), dann im Gasthaus und danach im Eiseggerhaus (früher Ramsau Nr. 33) bzw. dem dazu gehörigen Herbergshaus „Haarstubenhäusl“ (früher Ramsau Nr. 34) stattfand.
Ein eigenes Schulgebäude in Frauenstein wurde im Jahr 1812 oder laut Schulchronik erst in den Jahren 1813/14 errichtet. Der Unterricht wurde einklassig mit etwa 15 bis 25 Kindern durchgeführt.
Von 1926 bis 1930 besuchte Marlen Haushofer diese Volksschule.

## Beschreibung
Das einfache, zweigeschoßige Gebäude ist mit Fensterfaschen und einem weißen horizontalen Band zwischen den Geschoßen geschmückt.